# Saratov Airlines
 (septembre 2019).
Si vous disposez d'ouvrages ou d'articles de référence ou si vous connaissez des sites web de qualité traitant du thème abordé ici, merci de compléter l'article en donnant les références utiles à sa vérifiabilité et en les liant à la section « Notes et références ».

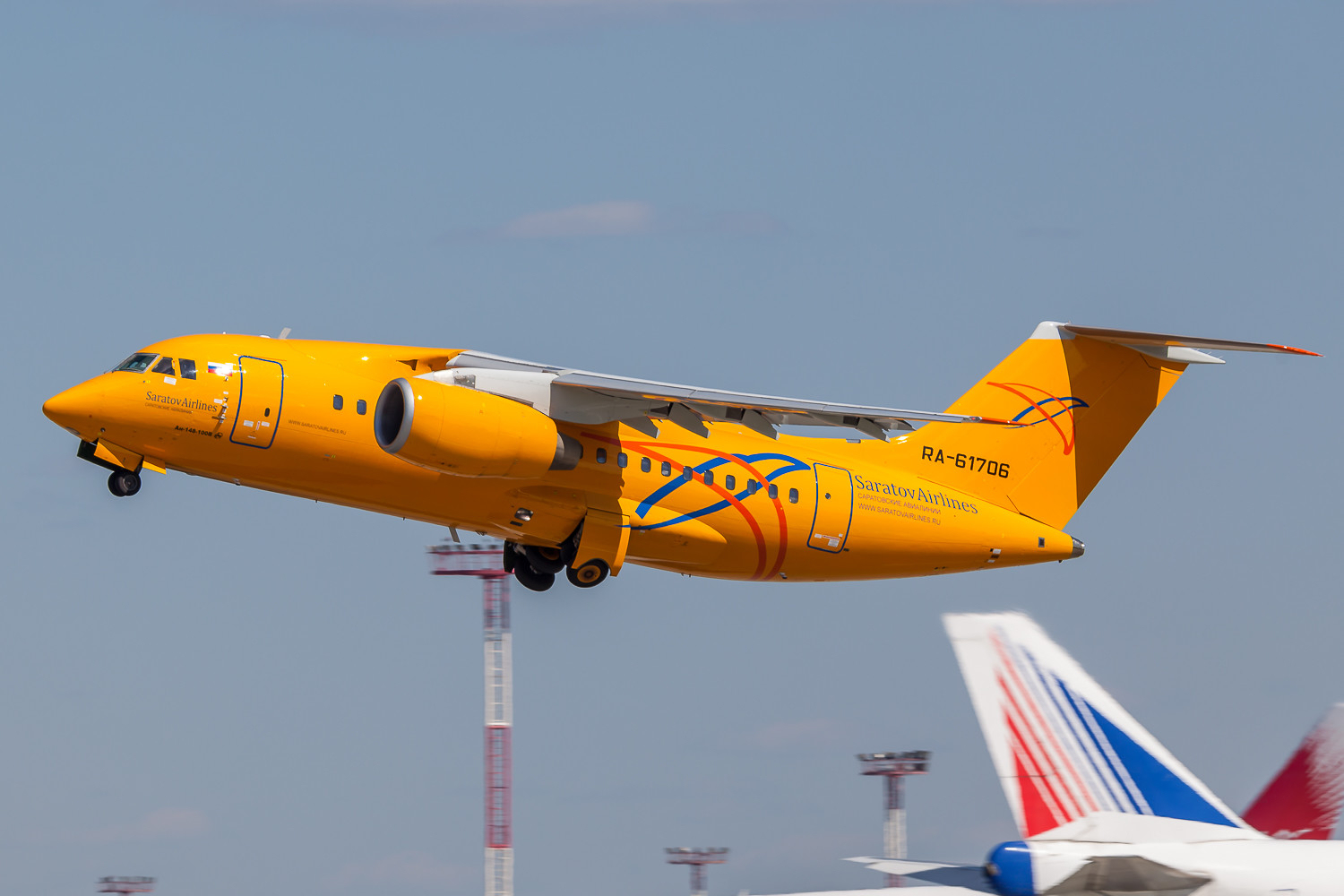
Antonov An-148 de Saratov Airlines

Saratov Airlines est une compagnie aérienne régionale russe créée en 1931 et basée à l'aéroport de Saratov.
Elle dut arrêter ses vols le 30 mai 2018 quand son certificat d'exploitation délivré par l'autorité aéronautique russe a expiré.

## Flotte
- Antonov An-148
- Embraer E-Jets
- Yakovlev Yak-42

## Accidents
Le 11 février 2018, le Vol 703 Saratov Airlines s'écrase au sud-est de Moscou, faisant 71 victimes,.